# بئر خادم
بئر خادم، هي بلدية في ولاية الجزائر وإحدى ضواحي مدينة الجزائر في شمال الجزائر. بلغ عدد سكانها وفقا لإحصائيات عام 2008 ما يقارب 77,749 نسمة.

## أحياؤها المهمة
- حي البساتين
- حي الاخوة محند قاسي
- حي طريق الرومان
- حي سيرابي
- حي الشهيد عبد الكريم طاطا
- حي زونكة
- حي سيدي امبارك
- حي تيقصراين
- حي مونو

## أهم معالمها
- متوسطة الشهيد بوغرة
- متوسطة العقيد سي الحواس
- مصنع الحليب
- مصنع الورق
- ثانوية الصديق عبد الله
- متوسطة ثابت بن قرة

## أعلام
- جمال زيتوني
- نيكولا بوفيه

## مواضيع ذات صلة
- تاريخ ولاية الجزائر
- بلديات ولاية الجزائر
- دوائر ولاية الجزائر